# Djúpvegur
Der Djúpvegur  ist eine Hauptstraße in den Westfjorden von Island.
Die Straßenlänge beträgt 266 km, obwohl Anfangs- und Endpunkt nur 96 km Luftlinie voneinander entfernt liegen.
Der Djúpvegur ist komplett asphaltiert und zweigt am östlichen Ufer des Króksfjörður vom Vestfjarðavegur  ab und führt zum Steingrímsfjörður. Von dort verläuft er an Hólmavík vorbei über die Steingrímsfjarðarheiði bis zu den Fjorden im Ísafjarðardjúp. Er umrundet den Ísafjörður, als einziger Fjord ist der Mjóifjörður überbrückt, den Skötufjörður und den Hestfjörður. Von dort führt die Straße in den Seyðisfjörður umrundet den Álftafjörður mit dem Ort Súðavík, geht durch den Tunnel Arnarnessgöng in den Skutulsfjörður mit der Stadt Ísafjörður. Im Ort heißt der Djúpvegur nacheinander Skutulsfjarðarbraut, Sólgata, Fjarðarstræti und Krókur.
Hier trifft der Djúpvegur wieder auf den Vestfjarðavegur. Das letzte Stück des Djúpvegurs nach Bolungarvík nannte sich Óshlíðarvegur. Dieses von Lawinen gefährdete Straßenstück wurde im September 2010 gesperrt, weil man den Ort jetzt sicherer durch den Tunnel Bolungarvíkurgöng erreichen kann.

## Geschichte
Der Djúpvegur, benannt nach dem Ísafjarðardjúp, hatte nicht immer diesen Verlauf. 1973 führte er noch über die Þorskafjarðareiði. Das ist jetzt der Þorskafjarðarvegur, die Straße 608, nicht asphaltiert und auf der kürzesten Verbindung von Ísafjörður nach Reykjavík. Der Weg endete damals im Skötufjörður. Von Ísafjörður aus führte der Súðvíkurvegur als Straße 67 bis in den Seyðisfjörður. 1988 begann der Djúpvegur in Hólmavík am Hólmavíkurvegur  die am Westufer des Hrútafjörðurs nach Norden führte. Zwischen dem Ísafjörður und dem Mjóifjörður führte eine Passstraße über den Eyrarfjall. Der Djúpvegur führte durch die Stadt Ísafjörður bis nach Bolungarvík. 1996 begann der Djúpvegur an der Ringstraße  bei Brú am Hrútafjörður bis nach Hólmavík. Die Passstraße über den Eyrarfjall gab es noch. Sie endete schon in der Stadt Ísafjörður. Die Straße am Hrútafjörður heißt jetzt Innstrandavegur .